# 밀드러드 해리스
밀드러드 해리스(Mildred Harris, 1901년 11월 29일 ~ 1944년 7월 20일)는 미국의 배우이며, 배우 찰리 채플린의 첫번째 아내이다.

## 출연 작품
- 정복 영웅의 환영 (1944)
- 노, 노, 나네트 (1930)
- 과거로부터 (1927)
- 인톨러런스 (1916)
- 오즈의 마법사 (1914)